# Nationalpark Sierra del Divisor
Der Nationalpark Sierra del Divisor, spanisch Parque Nacional Sierra del Divisor, liegt in den Regionen Loreto und Ucayali in Nordost-Peru an der brasilianischen Grenze. Er wurde 2015 gegründet und hat eine Fläche von 13.545 km². Der Nationalpark grenzt im Westen an das Schutzgebiet Zona Reservada Sierra del Divisor, im Osten an den brasilianischen Nationalpark Serra do Divisor (port. Parque Nacional da Serra do Divisor).

## Klima
Es herrscht ein feuchtheißes Klima vor mit einer jährlichen Mitteltemperatur von 25 °C und einer Niederschlagsmenge zwischen 1600 und 2000 mm verteilt auf eine Periode von 9 bis 10 Monaten. Die Regenzeit ist von Oktober bis Mai.

## Fauna
Der Nationalpark weist eine große Artenvielfalt auf. Er beherbergt 16 Primatenarten – die größte Anzahl in Peru –, darunter Roter Uakari, Brauner Wollaffe, Roter Brüllaffe, Gehaubter Kapuziner, Weißstirn-Kapuzineraffe, Braunrückentamarin, Schwarzgesichtklammeraffe und Zwergseidenäffchen. 
Zu den weiteren Säugetieren im Park gehören Jaguar, Waldhund, Kurzohrfuchs, Flachlandtapir, Weißbartpekari, Halsbandpekari, Großer Ameisenbär, Südamerikanischer Fischotter und Riesengürteltier.
Unter den Reptilien und Amphibien sind Krokodilkaiman, Terekay-Schienenschildkröte, Waldschildkröte, Pfeilgiftfrösche und Thecadactylus rapicauda, die größte Geckoart Amazoniens zu finden.
Die Vögel im Park sind u. a. mit Papageien wie Aras und Amazonenpapageien, Hokkohühnern, dem Ameisenvogel Thamnophilus divisorius und Reihern vertreten.

## Flora
Zu den Pflanzenarten gehören u. a. der Feigenbaum Ficus insipida, Calycophyllum spruceanum, Triplaris, Korallenbäume, Inga, Euterpe  precatoria, Trema micrantha, Cedrelinga und Nealchornea.